# Владимир Карамфилов
Владимир Димитров Карамфилов е български просветен деец, офицер и революционер, деец на Вътрешната македоно-одринска революционна организация и на Вътрешната македонска революционна организация.

## Биография
Владимир Карамфилов е роден на 10 май 1877 година в Прилеп, тогава в Османската империя, в семейството на казанджията Димитър Мирчев Карамфилов и Мария Костова Стамболджиева. Агенти на сръбската пропаганда предлагат на баща му да получава по два наполеона месечно, а синът му и дъщеря му да бъдат изпратени в Сърбия, където да учат на държавни разноски. Както отбелязва Владимир Карамфилов: „Това предложение баща ми отхвърли с презрение, като им заяви, че той е българин и че ще намери средства да изучи своите деца.“
Карамфилов завършва последователно трикласното училище в родния си град, четвърти клас в класическата българска гимназия в Битоля при учителите Гьорче Петров и Пере Тошев, а от 1895 година учи в Солунската българска мъжка гимназия. Там се присъединява към ВМОРО и държи връзката между Даме Груев и ученическия революционен кръжок. През учебната 1897-1898 година се свързва с ученици от сръбската гимназия в Солун и предизвиква бунт, довел до напускането на близо 60 души, част от които продължават образованието си в българската гимназия в Солун.
След завършването на гимназията с тридадесетия випуск през 1898 година, става учител в Прилеп, където ръководи и революционна група. Последователно учителства и в Крива паланка (1899-1900), Кратово (1900-1901) заедно с Тодор Александров и в Куманово (1901-1902), като същевременно ръководи и местните революционни комитети. В Кратово е и главен учител и секретар на Епархиалния съвет. Заради революционната си дейност е арестуван и осъден от турската власт на 101 години затвор през август 1902 година. През февруари 1903 година е амнистиран и напуска затвора Куршумли хан в Скопие. Участва в подготовката на Илинденско-Преображенското въстание като член на прилепския околийски комитет и влиза като нелегален в четата на Борис Сарафов. След потушаването на въстанието се прехвърля през Сърбия в България.
В София следва математика в Софийския университет, който завършва през 1908 година. Членува в студентската Прилепска спомагателна дружба. При началото на Балканската война Владимир Карамфилов е командир на Нестроевата рота на 10-а прилепска дружина на Македоно-одринското опълчение. През 1914 година успешно завършва математическия факултет на Софийския университет.
През Първата световна война служи в 3-ти полк на 11-а дивизия. Още през войната е назначен за председател на комисия по прехраната в Скопие, а след това изпълнява специални поръчения в Скопското губернаторство.
След края на войната Владимир Карамфилов се установява в Пазарджик, където преподава дълги години в местна гимназия. Делегат е от Татарпазарджишкото македонско братство на обединителния конгрес на Македонската федеративна организация и Съюза на македонските емигрантски организации от януари 1923 година. Става активист на Илинденската организация и участва като делегат на всички нейни конгреси. На 14 юли 1943 година умира в Пазарджик. Спомените му са събрани и издадени през 2005 година от Борис Николов и Владимир Овчаров в книгата „Спомени на Владимир Карамфилов за просветното дело и революционните борби в гр. Прилеп“. Негов личен архивен фонд се съхранява в Държавна агенция „Архиви“.